# Bezons

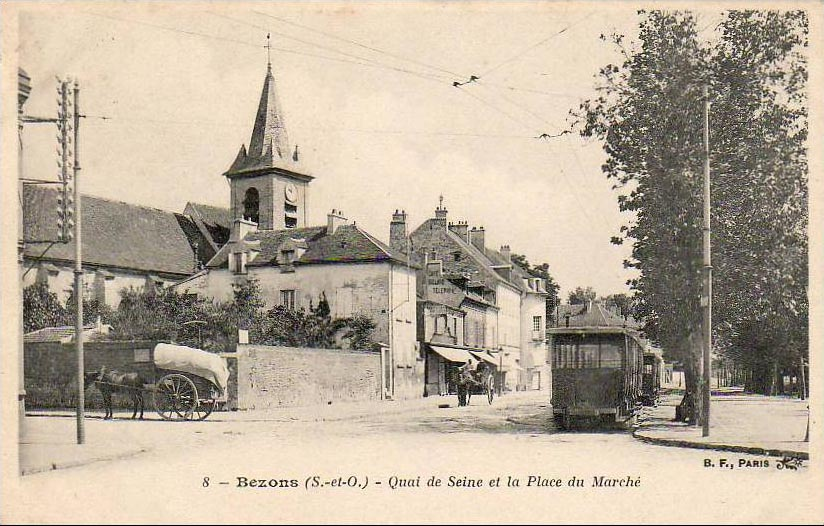
Bezons 1900 körül

Bezons (ejtsd: bözon) város Franciaország Val-d’Oise megyéjében.

## Fekvése
A település a Párizs környéki régió északnyugati szélén található, körülbelül 12 km-re Párizs belvárosától. A Szajna bal partján fekszik, így a folyamot átszelő Bezons-i híd forgalmat koncentráló hatása miatt fontos közlekedési csomópont.
Minden oldalról vele egybeépült városok veszik körül : északról Argenteuil, nyugatról Sartrouville, délről Carrières-sur-Seine és keletről pedig (a Szajna túlpartján) Colombes.
Könnyen megközelíthető Párizsból az RER A vagy az RER E helyiérdekű vasút La Défense állomásánál a T2 villamosra átszállva.

## Története
Bezons már a XVII. században helyett adott egy messze földön ismert vásárnak. Ebben az időben egyébként egy színházi darab is született, a Bezons-i vásáron címmel. Habár a vásár ma már nem létezik, azonban a település – e hagyományt folytatva – minden év szeptemberében szervez egy kirakodó vásárt Foire de Bezons néven.

## Népesség
| Lakosok száma | 27 300 | 27 855 | 28 431 | 28 674 | 29 216 | 30 484 | 31 671 | 31 866 | 32 017 | 34 314 |
|               | 2006   | 2013   | 2014   | 2015   | 2016   | 2018   | 2019   | 2020   | 2021   | 2022   |

## Testvérvárosok
A testvérvárosi kapcsolatokat a Bezons-i Testvérvárosi Bizottság (Comité de Jumelage de Bezons) szervezi. 
Címe: 9 rue Villeneuve, F-95870 Bezons.
Elnöke 2024-ben: Marcel Prigent.
- Szekszárd, Magyarország, 1967 óta. A két önkormányzat közötti kapcsolatokat egy két évente aláírt cseremegállapodás szabályozza. Az együttműködés elsősorban kulturális jellegű: iskolák közötti csereprogramokra, civil szervezetek és intézmények cseréire, közös kulturális- és sportprogramok, táborok szervezésére korlátozódik. 1992 óta létezik a Szekszárd-Bezons Baráti Társaság, amely a francia testvérszervezettel közösen állítja össze a közös programokat. Elnöke: dr. Fisi Istvánné
- Downpatrick, Észak-Írország, 1984 óta
- Chaguitillo, Nicaragua, 2002-ben a bezons-i önkormányzati testület határozata alapján, szolidaritásból a város Baráti kapcsolatokat épít ki Chaguitillo községgel. A kapcsolat kezdeményezője és ápolója Mireille Ourmières asszony.

## Polgármesterek
- 1945–1961: Louis Péronnet (Francia Kommunista Párt)
- 1961–1979: Albert Bettencourt (Francia Kommunista Párt)
- 1979–2001: Jacques Leser (Francia Kommunista Párt)
- 2001–2020 : Dominique Lesparre(wd) (Francia Kommunista Párt)
- 2020–    : Nessrine Menhaouara(wd) (Szocialista Párt)